# عباس عسکری
عباس عسکری (زادهٔ ۲۰ شهریور ۱۳۶۹) بازیکن فوتبال اهل ایران است که در پست مهاجم برای باشگاه فوتبال نفت مسجدسلیمان در لیگ آزادگان بازی می‌کند.
از باشگاه‌هایی که در آن بازی کرده‌است می‌توان به باشگاه فوتبال نفت مسجدسلیمان و باشگاه فوتبال سیاه‌جامگان خراسان اشاره کرد.